# Salgótarján
Salgótarján je mesto in sedež županije na Madžarskem, ki upravno spada v podregijo Salgótarjáni Županije Nógrád.